# I mostri
I mostri är en italiensk-fransk komedifilm från 1963 i regi av Dino Risi.
I mostri är en episodfilm i 20 delar, med Vittorio Gassman och Ugo Tognazzi i huvudrollerna.